# Gare de Leer
La gare de Leer est une gare de jonction de la ville de Leer. Il dispose d'un bâtiment d'accueil et de trois voies utilisées par les trains de voyageurs (un quai central et un quai principal). Une gare routière, des parkings à vélos, une station de taxis et des places de parking ainsi qu'un parking couvert pour voitures le relient aux autres moyens de transport. En plus des voies voyageurs, il existe également des voies de manœuvre dans l'enceinte de la gare.

## Histoire

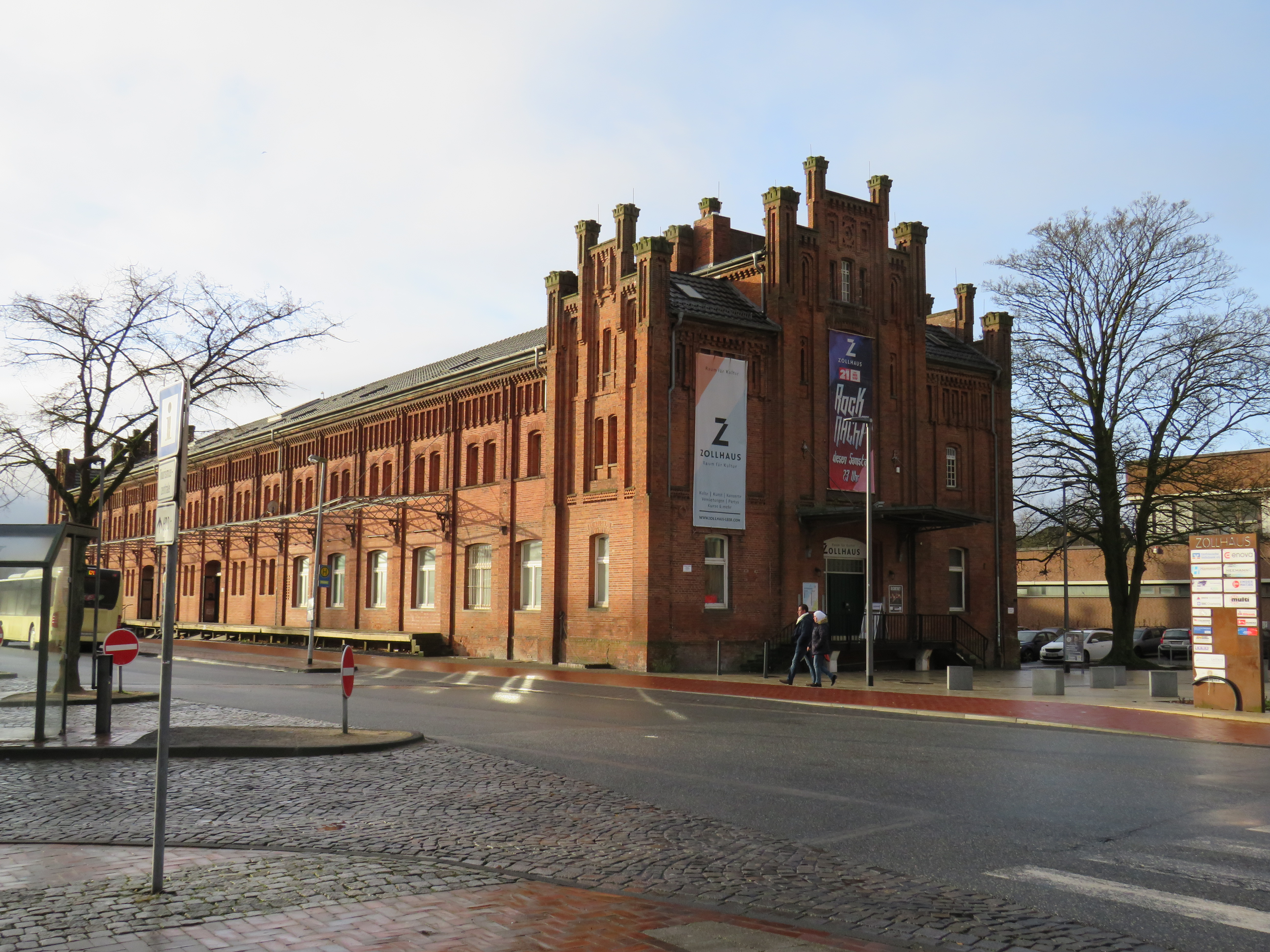
Ancienne douane du XIXe siècle

En 1854/55, Leer reçoit une gare ferroviaire pour le trafic voyageurs lorsque la ville est reliée à la   ligne de l'Ouest hanovrien d'Emden à Rheine. L'architecte hanovrien Conrad Wilhelm Hase, et peut-être aussi Adolf Funk (de), ont une influence sur la planification entre 1852 et 1855. 
Dans le nouveau bâtiment, un bureau de poste s'installe également et la première station télégraphique y est ouverte. Parallèlement à la construction de la gare entre 1854 et 1856, le nouveau port Georgsdock (de) est construit en face de la gare, parallèlement à la voie ferrée, s'étendant jusqu'à la Léda. En 1862, un bâtiment de douane est ouvert entre la gare et le port pour gérer le commerce extérieur. En 1885/86, un bâtiment séparé est construit près de la gare et appelé « Bureau de poste impérial ». L'ancien bureau de poste est démoli dans les années 1970 dans le cadre du réaménagement urbain. Aujourd'hui encore, l'ancien bâtiment des douanes (de), qui sert également au chargement des wagons de marchandises, est conservé à côté de la gare et est utilisé à des fins culturelles depuis 1994.
La liaison ferroviaire vers Oldenburg et donc vers Brême est ouverte le 15 juin 1869 et couvre 55,01 km. Le 26 novembre 1876, le prolongement jusqu'à Neuschanz (26 km) est mis en service. En 1955, la gare routière centrale (ZOB) est construite. En 1992, la ligne ferroviaire Leer–Oldenburg est électrifiée.

## Architecture
Le bâtiment principal actuel, large et symétrique, datant de 1855, se compose de cinq parties. Il est construit dans le style historiciste en arc en plein cintre. Les bâtiments à deux étages, en forme de cube, à l'extérieur et au milieu, sont caractérisés par des pilastres d'angle en grès saillants et de larges bandes de grès et sont surmontés de toits plats en croupe. À chaque étage, trois fenêtres en plein cintre à l'avant et à l'arrière apportent de la lumière au bâtiment. Les bâtiments intermédiaires inférieurs sont de plain-pied côté rue, mais disposent d'une deuxième rangée de fenêtres côté voie ferrée. Ici, des pilastres divisent les champs, chacun contenant deux fenêtres en arc en plein cintre. L'entrée principale est située dans un porche plat devant le centre du bâtiment.
En février 2014, la Deutsche Bahn annonce que dans le cadre du programme « C'est au tour de la Basse-Saxe ! II” modernisera la gare à l’été 2014. En plus de la rénovation des deux quais et du passage souterrain existant, la gare doit être agrandie pour inclure un autre passage souterrain avec ascenseurs. En raison de diverses difficultés, les travaux de construction doivent être temporairement interrompus. La modernisation est achevée au printemps 2017.

## Importance

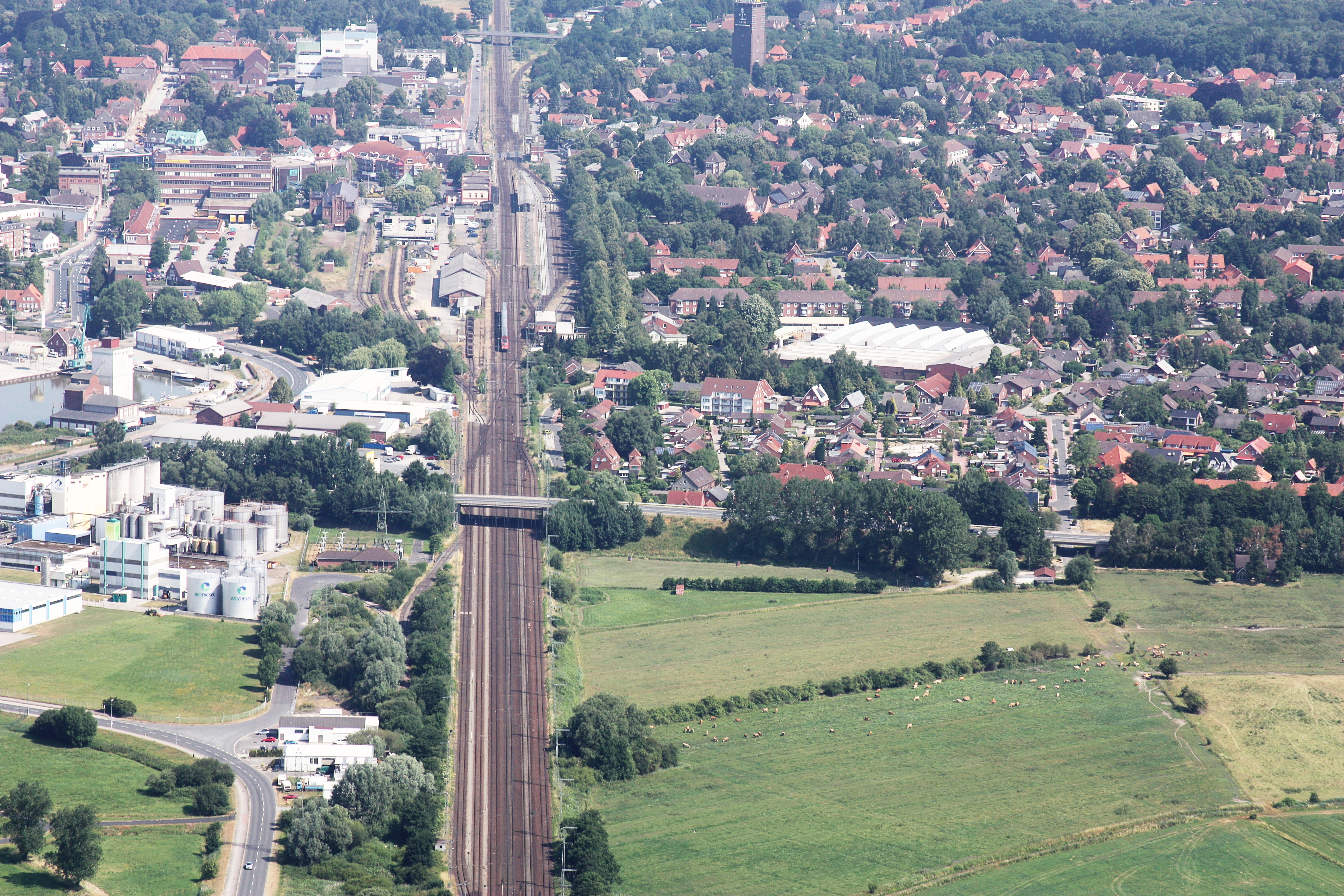
La gare de Leer au centre de l'image

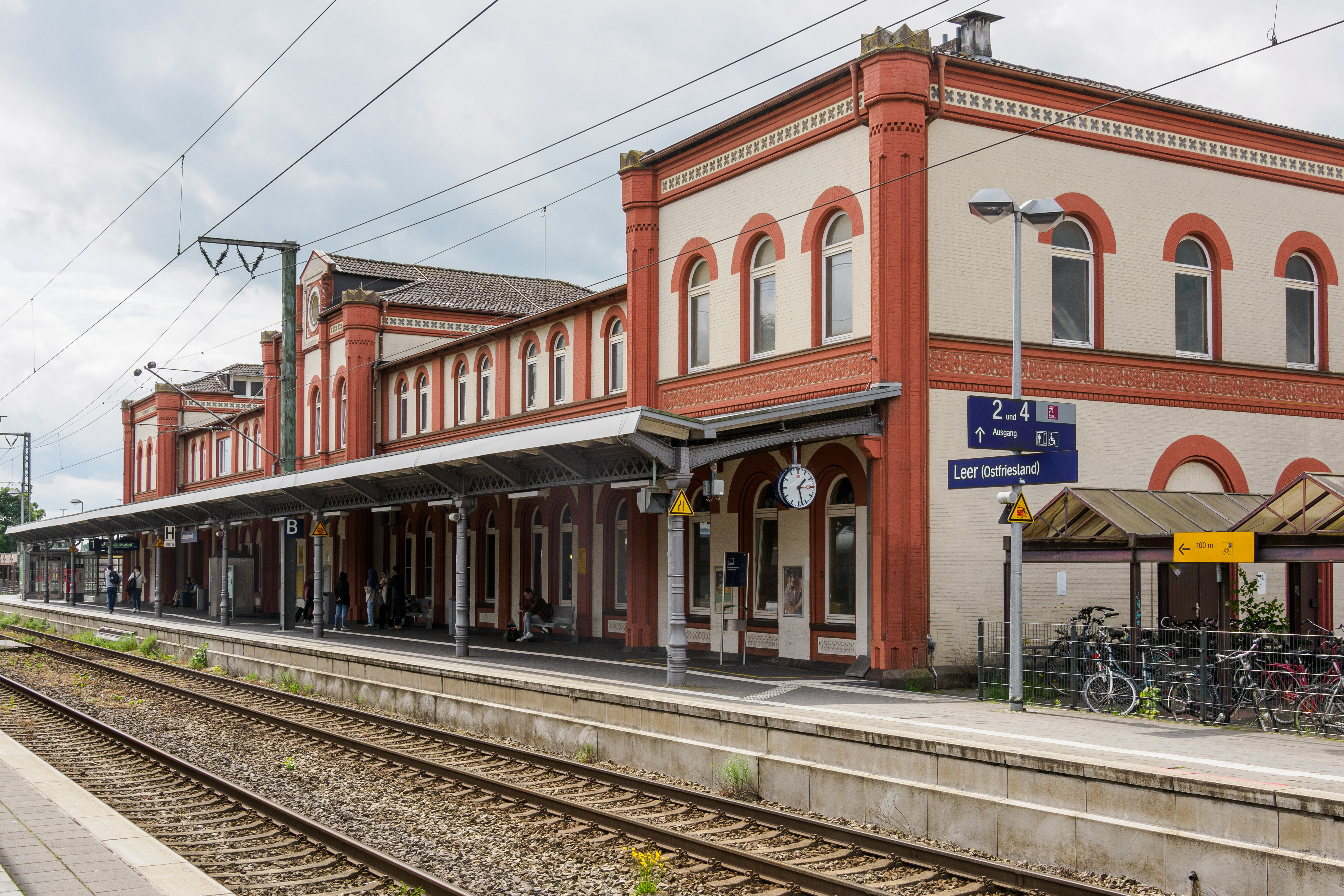
Côté voies du bâtiment d'accueil

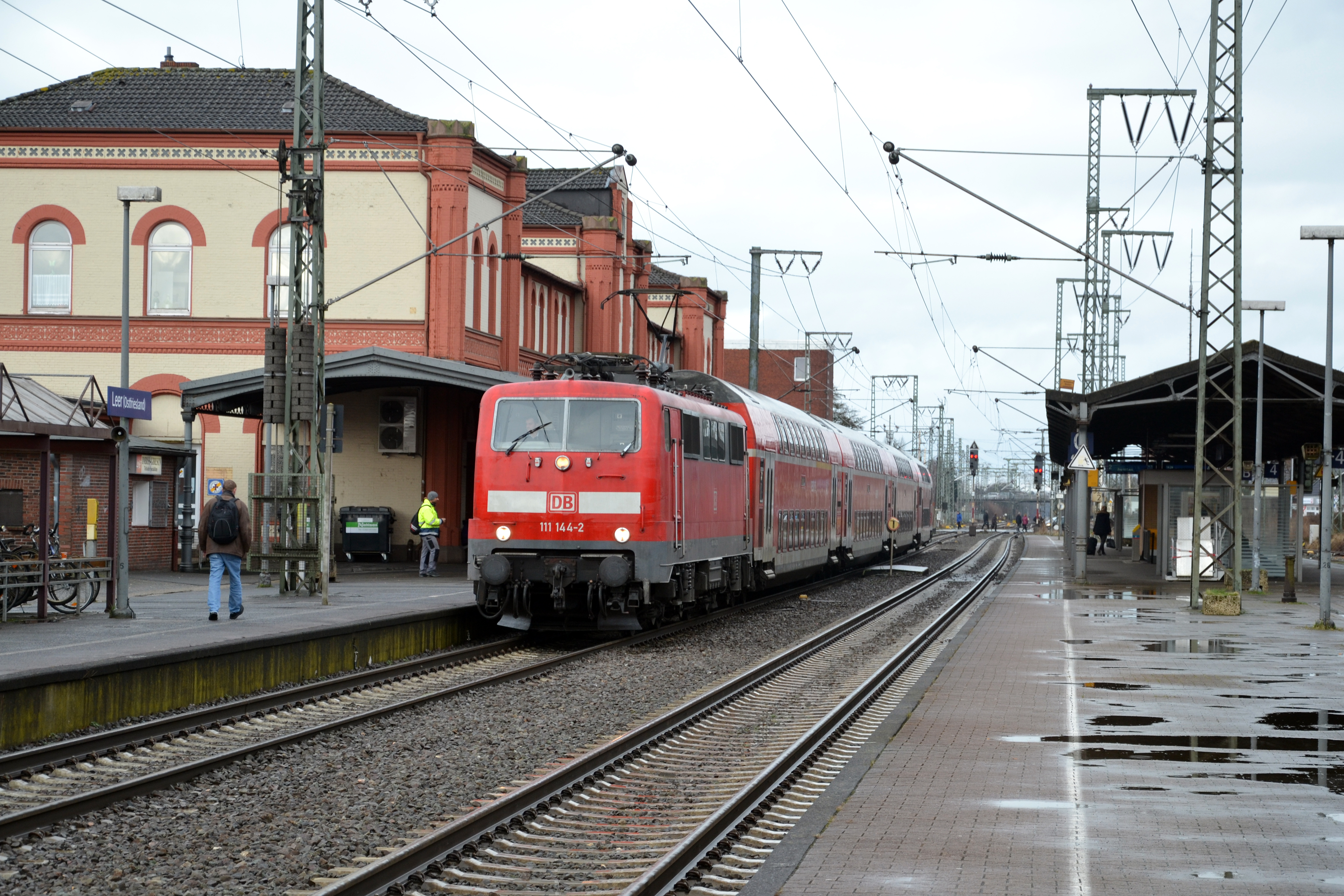
Côté voies depuis le sud (2014)

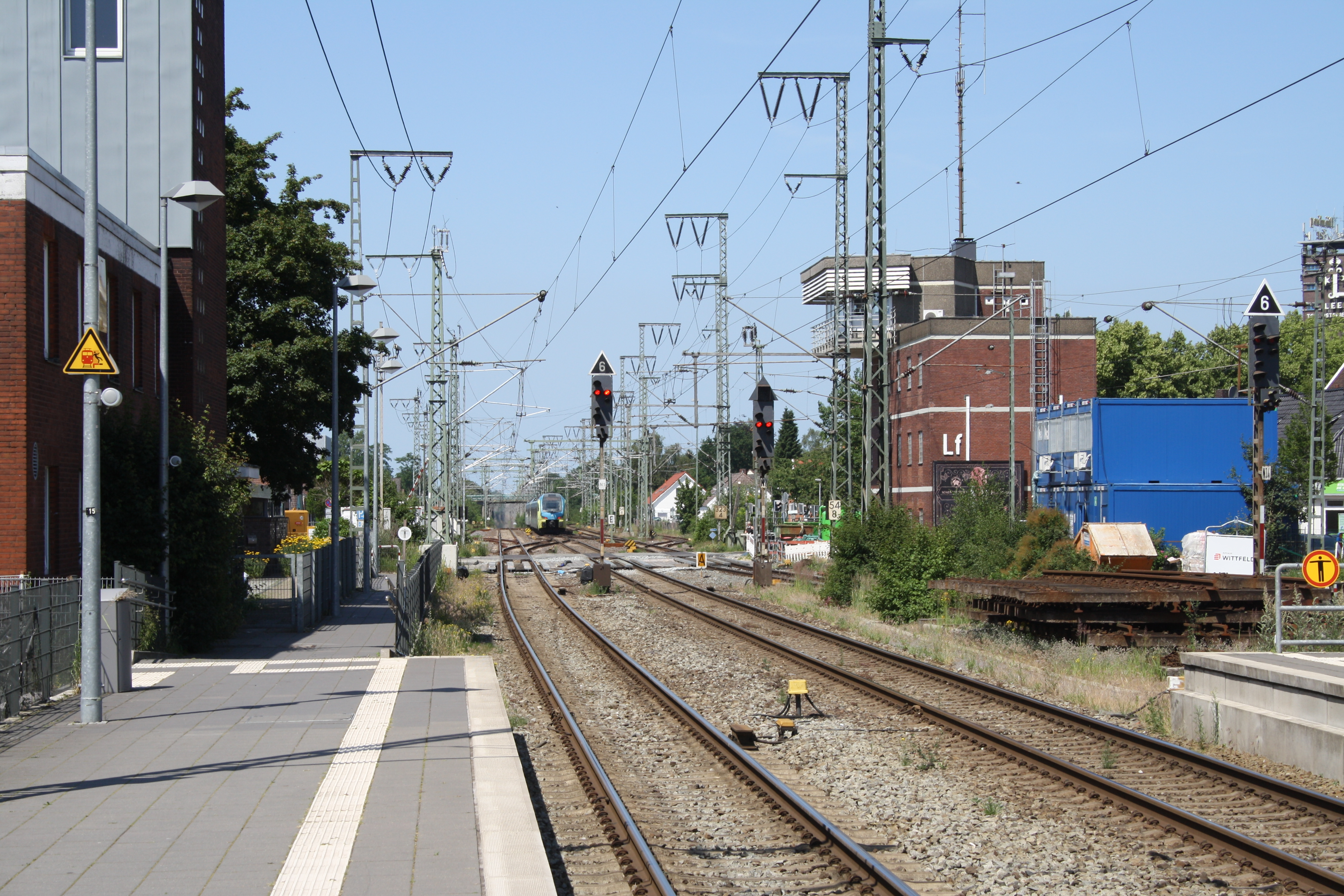
Vue nord avec poste d'aiguillage

À Leer, la ligne Oldenbourg-Leer (de) rejoint la ligne Rheine-Norddeich Mole. Lors d'un voyage entre Oldenbourg et Emden, un changement de direction est nécessaire.

## Service ferroviaire
Des trains interurbains circulent quotidiennement vers Coblence (via Münster, la région de la Ruhr et Cologne) ainsi que vers Berlin/Cottbus et Leipzig (via Brême et Hanovre). Il existe des liaisons ferroviaires régionales vers Münster et via Oldenbourg et Brême vers Hanovre.
| Ligne                    | Tracé de la ligne | Cycle              |
| ------------------------ | --- | ------------------ |
| IC 35                    | Norddeich – Emden – Leer (Ostfriesl) – Lingen (de) – Münster – Recklinghausen – Oberhausen – Duisbourg – Düsseldorf – Cologne – Coblence                                             | 120 min            |
| IC 56                    | Norddeich – Emden – Leer (Ostfriesl) – Oldenbourg – Brême – Hanovre – Brunswick – Magdebourg – Halle-sur-Saale – Leipzig (Un train par jour de Magdebourg à Cottbus (de) via Berlin) | 120 min            |
| ICE                      | Norddeich – Emden – Lingen (Ems) – Münster – Oberhausen – Duisburg – Düsseldorf – Cologne – Coblence – Mayence – Mannheim – Stuttgart (verkehrt Sa)                                  | une paire de train |
| RB 57                    | En raison de l'éperonnage du pont de Friesenbrücke par un bateau, trafic ferroviaire de substitution temporaire : Weener – Leer (Ostfriesl)                                          | 60 min             |
| Stand: 12. Dezember 2021 | |                    |